# Elsberry
Elsberry är en ort i Lincoln County i Missouri. Orten har fått sitt namn efter grundaren Robert T. Elsberry.

## Kända personer från Elsberry
- Clarence Cannon, politiker